# Đội Bình, Ứng Hòa
Đội Bình là một xã thuộc huyện Ứng Hòa, thành phố Hà Nội, Việt Nam.
Gồm 6 thôn: Kim Châm, Triều Khúc, Thọ Vực, Xuân Quang, Ngoại Độ, Triều Khê
Xã Đội Bình được đặt theo tên của một nhân vật có thật trong lịch sử và xuất thân từ địa phương
Xã Đội Bình có diện tích 7,89 km², dân số năm 1999 là 7.212 người, mật độ dân số đạt 914 người/km², nằm ở cuối tuyến đường quốc lộ 21B hướng về phía tỉnh Hà Nam, phía Nam giáp Hương Sơn, phía Tây giáp Lưu Hoàng, phía Bắc đông Bắc giáp Đại Hùng.